# Heltonsskalor
| I denna artikel     |
| används tonnamnen   |
| Bess (B♭) och B.    |
| Se olika skrivsätt. |

Inom musikteori är en heltonsskala en skala där tonavståndet mellan intilliggande toner i samtliga fall är ett heltonsteg (två halvtonssteg). Det gör den hexatonisk (sex toner per oktav). Heltonsskalan ska inte sammanblandas med durskalan eller stamtonerna, det vill säga pianots vita toner. 
I princip finns det bara två heltonskalor: 
- C, D, E, F♯, G♯, A♯ och C
- B, D♭, E♭, F, G, A och B

Oavsett om man utgår från exempelvis C eller E innehåller heltonsskalan samma toner. På så sätt saknar heltonskalorna, till skillnad från dur- och mollskalorna, grundtoner. Heltonskalorna har inte använts i någon större utsträckning inom de traditionella musikgenrerna, men förekommer inom bland annat jazzmusik, där den passar vid modal improvisation till plusackord. Det används även av impressionisterna Claude Debussy och Maurice Ravel.